# Megyeri Balázs
Megyeri Balázs (Budapest, 1990. március 31. –) magyar labdarúgó, a Győri ETO játékosa.

## Pályafutása

### Klubcsapatokban

#### Goldball FC
A labdarúgás alapjait az utánpótlás-neveléssel foglalkozó Goldball FC-nél sajátította el.

#### Ferencváros

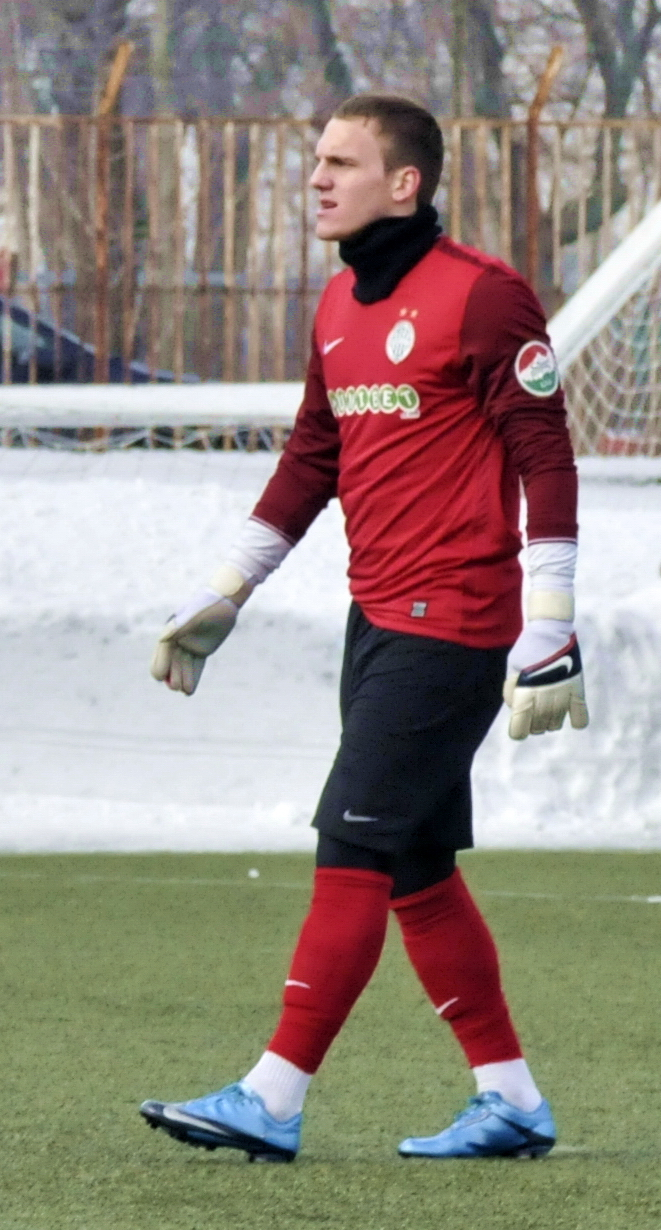
Megyeri az FTC kapujában

Junior éveit a Ferencváros korosztályos csapataiban töltötte, majd 2007-ben az angol Bristol City junior csapatához igazolt.
Egy év múlva, 2008 októberében tért vissza nevelő-egyesületéhez, és egy Honvéd elleni ligakupa-mérkőzésén védte az akkor másodosztályú Ferencváros kapuját. A mérkőzést követően a klub vezetősége 4 éves szerződést kínált.
Többnyire a ligakupa-mérkőzéseken szerepeltetett ifjú kapus két másodosztályú bajnoki mérkőzésen védett, majd a német Hertha BSC elleni barátságos mérkőzés második félidejében kapott lehetőséget. Játéka a német klub vezetőségének és Egervári Sándor U20-as szövetségi kapitány tetszését is elnyerte, ezért előbb a Berlinbe utazott próbajátékra, majd meghívót kapott az U20-as labdarúgó-világbajnokságra készülő válogatott keretébe.
Első magyar élvonalbeli mérkőzését 2009. augusztus 26-án a Szombathelyi Haladás ellen játszotta. Ezen a mérkőzésen jól mutatkozott be, hiszen nem kapott gólt. Alapembere, és egyik legjobb játékosa lett csapatának, fiatal kora ellenére magabiztos teljesítményt nyújtott az egész szezonban, melyet a Magyar Labdarúgó-szövetség az év felfedezettjének járó Hidegkuti Nándor-díjjal jutalmazott.

#### Olimbiakósz
2010. június 15-én hároméves szerződést kötött a görög Olimbiakósz csapatával. Új csapatában az AÓ Kavála elleni bajnoki mérkőzésen debütált, csapata pedig 3–1-es győzelmet aratott a Jeórjiosz Karaiszkákisz Stadionban.
Az igazi áttörést azonban a 2011-2012-es bajnokság hozta el számára. Az előző idényben a csapat harmadik számú hálóőreként három mérkőzésen kapott szerepet, de az új szezonban jelentős változások történtek az Olimbiakósz keretében kapusposzton: visszavonult a görög kapuslegenda Nikopolidisz és elhagyta a csapatot Urko Pardo, ellenben csatlakozott a kerethez az argentin Franco Costanzo, aki meg is kapta a bizalmat Ernesto Valverdetől, a klub edzőjétől. Megyeri a szezonban először a Borussia Dortmund elleni idegenbeli BL meccsen védhetett, miután csapattársa az ÓFI Kréta elleni bajnokin hatalmasat hibázott. A találkozót bár elveszítette csapata 1-0 arányban, de a későbbiekben is az ő nevével kezdődött a csapat összeállítása. Miután kiestek a Bajnokok Ligájából tavasszal az Európa Ligában szerepelt a görög klub. A fiatal hálóőrt a FC Rubin Kazany elleni idegenbeli mérkőzésen kiállították, miután visszahúzta a gólhelyzetben kitörő Gökdeniz Karadenizt. A helyére beállt rutinos északír Roy Carroll hárította a tizenegyest. A csapat továbblépett orosz ellenfelén, de az ukrán FK Metaliszt Harkiv idegenben lőtt több góllal kiejtette a görög csapatot. A sorsdöntő hazai meccsen Megyeri a 77. percben 1-0-s hazai előnynél büntetőt védett. A bajnokságban ellenben rendkívül jó teljesítményt nyújtott: a görög bajnokságban és kupában aranyérmes lett, tizenöt bajnoki mérkőzésen nem kapott gólt és minden meccset figyelembe véve mindössze tizennégy gólt kapott. Emiatt a szezon legjobb kapusa lett Görögországban.

#### Getafe
2015. július 15-én aláírt a spanyol bajnokságban szereplő Getafe CF-hez. Mindössze két kupamérkőzésen védett, így egy év után eligazolt.

#### Greuther Fürth
2016. június 20-án két évre aláírt a német másodosztályú Greuther Fürth csapatához.

#### Atrómitosz
2018 júliusában kétéves szerződést írt alá a görög Atrómitosz csapatához.

#### Göztepe
2020. szeptember 14-én a török Göztepe csapata hivatalos honlapján jelentette be, hogy kétéves szerződést kötöttek. Tétmérkőzésen november végén mutatkozott be új csapatában, a Kirklarelispor ellen 2–0-ra megnyert Török Kupa-mérkőzésen.

#### AÉ Lemeszú
2022. január 5-én jelentették be, hogy a ciprusi AÉ Lemeszú szerződtette, ahol 15 bajnoki és négy kupameccsen szerepelt.

#### Debrecen
2022. július 28-án a Debrecen csapatába igazolt. A 2022-2023-as szezonban 18 bajnokin és 5 kupamérkőzésen kapott játéklehetőséget. 2023 májusában kettő plusz egy évre meghosszabbították a szerződését.

#### Győri ETO
2025 júniusában a Győri ETO-hoz igazolt.

## Sikerei, díjai

### Klubcsapatokkal
Ferencváros
- Magyar másodosztály (1): 2008–09

 Olimbiakósz
- Görög bajnok (5): 2010–11, 2011–12, 2012–13, 2013–14, 2014–15
- Görög kupa (3): 2011–12, 2012–13, 2014–15
- Bajnokok ligája nyolcaddöntő (1): 2013–14
- Európa-liga-nyolcaddöntő (1): 2011–12

### A válogatottaban
- Magyarország
  - U20-as világbajnokság-bronzérmes: 2009

### Egyéni
- Junior Prima díj: 2009
- Hidegkuti Nándor-díj: 2010

## Statisztika
| Klub             | Szezon           | Bajnokság | Bajnokság | Kupa     | Kupa | Nemzetközi | Nemzetközi | Összesen | Összesen |
| Klub             | Szezon           | Mérkőzés  | Gól       | Mérkőzés | Gól  | Mérkőzés   | Gól        | Mérkőzés | Gól      |
| ---------------- | ---------------- | --------- | --------- | -------- | ---- | ---------- | ---------- | -------- | -------- |
| Ferencváros      | 2008–09          | 2         | 0         | 0        | 0    | 0          | 0          | 2        | 0        |
| Ferencváros      | 2009–10          | 24        | 0         | 0        | 0    | 0          | 0          | 24       | 0        |
| Ferencváros      | Összesen         | 26        | 0         | 0        | 0    | 0          | 0          | 26       | 0        |
| Olimbiakósz      | 2010–11          | 3         | 0         | 0        | 0    | 0          | 0          | 3        | 0        |
| Olimbiakósz      | 2011–12          | 22        | 0         | 2        | 0    | 6          | 0          | 30       | 0        |
| Olimbiakósz      | 2012–13          | 13        | 0         | 0        | 0    | 3          | 0          | 16       | 0        |
| Olimbiakósz      | 2013–14          | 2         | 0         | 2        | 0    | 0          | 0          | 4        | 0        |
| Olimbiakósz      | 2014–15          | 4         | 0         | 1        | 0    | 0          | 0          | 5        | 0        |
| Olimbiakósz      | Összesen         | 44        | 0         | 5        | 0    | 9          | 0          | 68       | 0        |
| Getafe           | 2015–16          | 0         | 0         | 2        | 0    | 0          | 0          | 2        | 0        |
| Getafe           | Összesen         | 0         | 0         | 2        | 0    | 0          | 0          | 2        | 0        |
| Greuther Fürth   | 2016–17          | 32        | 0         | 0        | 0    | 0          |            | 32       | 0        |
| Greuther Fürth   | 2017–18          | 9         | 0         | 0        | 0    | 0          |            | 9        | 0        |
| Greuther Fürth   | Összesen         | 41        | 0         | 0        | 0    | 0          | 0          | 41       | 0        |
| Atrómitosz       | 2018–19          | 26        | 0         | 0        | 0    | 0          | 0          | 26       | 0        |
| Atrómitosz       | 2019–20          | 16        | 0         | 3        | 0    | 4          | 0          | 23       | 0        |
| Atrómitosz       | Összesen         | 42        | 0         | 3        | 0    | 4          | 0          | 49       | 0        |
| Göztepe          | 2020–21          | 0         | 0         | 0        | 0    | 0          | 0          | 0        | 0        |
| Göztepe          | Összesen         | 0         | 0         | 0        | 0    | 0          | 0          | 0        | 0        |
| Karrier összesen | Karrier összesen | 153       | 0         | 10       | 0    | 13         | 0          | 186      | 0        |

### Mérkőzései a válogatottban
| Magyarország | Magyarország       | Magyarország             | Magyarország | Magyarország | Magyarország | Magyarország | Magyarország | Magyarország |
| #            | Dátum              | Helyszín                 | Hazai        | Eredmény     | Vendég       | Kiírás       | Gólok        | Esemény      |
| ------------ | ------------------ | ------------------------ | ------------ | ------------ | ------------ | ------------ | ------------ | ------------ |
| 1.           | 2016. november 15. | Budapest, Groupama Aréna | Magyarország | 0 – 2        | Svédország   | barátságos   | -            | 29'          |
|              | Összesen           |                          |              | 1            | mérkőzés     |              | 0            | gól          |

## Díjai, elismerései
- Junior Prima díj (2012)